# Kanal 7
Kanal 7 (kasachisch Жетінші арна, russisch Седьмой канал) ist ein Fernsehsender in Kasachstan mit Sitz in Astana, der im Jahr 2009 gegründet wurde. Den Sendebetrieb nahm der Sender am 9. September 2009 auf.
Im Programm von Kanal 7 befinden sich sowohl kasachische Formate als auch ausländische Produktionen, vorwiegend aus Russland. Ausgestrahlt werden Informationssendungen, Unterhaltungsformate und Bildungssendungen. Auch Kinderserien und Seifenopern sowie Filme strahlt Kanal 7 aus. Besonders die Nachrichtensendungen stehen im Vordergrund.
Der Fernsehsender ist in den 18 größten Städten Kasachstans empfangbar.